# جوتارو کیمورا
جوتارو کیمورا (انگلیسی: Jutaro Kimura؛ زادهٔ ۱۲ مهٔ ۱۹۶۸) بازیکن بیسبال اهل ژاپن است.